# Francesco Saverio Trương Bửu Diệp
Trương Bửu Diệp, o Francesco Saverio Trương Bửu Diệp (in vietnamita  Phanxicô Xaviê Trương Bửu Diệp; in francese François Xavier Trương Bửu Diệp; Long Xuyên, 1º gennaio 1897 – Bạc Liêu, 12 marzo 1946), è stato un presbitero vietnamita di religione cattolica, al servizio della provincia di Bạc Liêu.
Venne assassinato a causa della sua fede nel 1946.

## Biografia
Nato il 1º gennaio del 1897 nella provincia di An Giang, si trasferì con il padre in Cambogia (allora facente parte dell'Indocina francese) nel 1904, dopo la morte della madre. Nel 1924, fu ordinato sacerdote da monsignor Jean-Claude Bouchut dopo aver completato i suoi studi al seminario di Phnom Penh, in Cambogia.
Dopo il suo ritorno in Vietnam, padre Trương insegnò in un seminario locale e servì la parrocchia di Tắc Sậy (oggi facente parte della diocesi di Cần Thơ) per sedici anni. Inoltre, fondò delle stazioni missionarie in alcune località vietnamite, per esempio Đồng Gò e Đầu Sấu.
Padre Trương venne arrestato e ucciso il 12 marzo 1946 da due dei tre soldati nipponici che, dopo la resa del Giappone nel 1945, disertarono per unirsi al generale caodaista Cao Trường Phát. In precedenza, Trương aveva arruolato degli agrimensori francesi per aiutare la chiesa di Tắc Sậy a riprendersi i terreni occupati illegalmente dal capo Cận. Cận si recò dal generale Phát e accusò Trương e altri cristiani di essere in combutta con i francesi per sterminare il Cao Đài. I due sottoposti giapponesi del generale Phát e altri soldati caodaisti imprigionarono i cristiani in un granaio e pensarono di bruciarli vivi tutti, finché Trương non si offrì per essere ucciso da solo, così che gli altri cristiani potessero vivere; perciò, i giapponesi lo uccisero, mutilarono il suo corpo e lo gettarono privo di vesti in una pozza poco profonda. In seguito, il suo cadavere venne tirato fuori da lì e sepolto. In seguito, scioccato dalle atrocità di quei due giapponesi, e temendo che avrebbero ucciso anche lui, il generale Phát fece uccidere i tre soldati nipponici.

## Culto

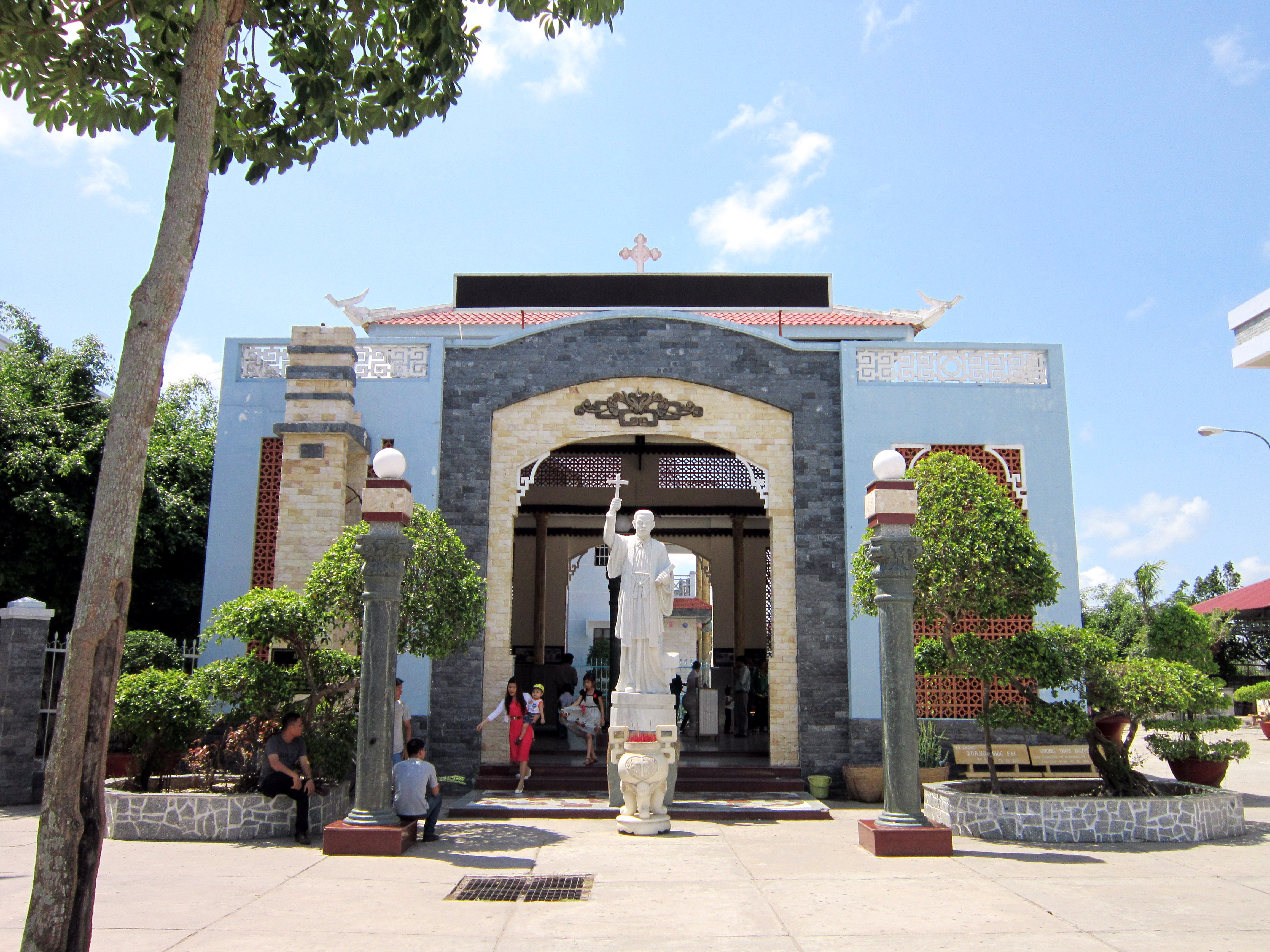
Il santuario dove si trova la tomba di Trương Bửu Diệp, a Bạc Liêu

Trương viene venerato sia dai cristiani che dai non-cristiani nel delta del Mekong. Il suo santuario a Bạc Liêu è diventato un luogo di pellegrinaggio.
Nel 2012, la Chiesa cattolica diede inizio al processo per la canonizzazione di padre Trương. Il 31 ottobre del 2014, la congregazione per la dottrina della fede rilasciò un nullaosta approvante il processo per la sua canonizzazione.
Nel novembre del 2024, papa Francesco firmò un decretò che riconobbe il martirio del presbitero vietnamita, aprendo la strada per il rito di beatificazione.